# Viktor Savchenko
Viktor Savchenko (en russe : Виктор Григорьевич Савченко, transcription française : Viktor Grigorievitch Savtchenko) est un boxeur ukrainien né le 17 septembre 1952 à Ataman, Ukraine.

## Carrière
Il représente l'URSS aux Jeux olympiques de Montréal en 1976 et remporte la médaille de bronze en super-welters. Deux ans plus tard, il devient champion du monde amateur de la catégorie à Belgrade et en 1980, il est médaillé d'argent aux Jeux de Moscou en poids moyens.

## Parcours auxJeux olympiques
Jeux olympiques d'été de 1976 à Montréal (poids super-welters) :
- Bat John Odhiambo (Ouganda) par forfait
- Bat Pierangelo Pira (Italie) par KO au 2e round
- Bat Alfredo Lemus (Venezuela) par KO au 2e round
- Perd contre Jerzy Rybicki (Pologne) aux points 2-3

 Jeux olympiques d'été de 1980 à Moscou (poids moyens) :
- Bat Damir Škaro (Yougoslavie) par arrêt de l'arbitre à la 3e reprise
- Bat Robert Pfitscher (Autriche) par arrêt de l'arbitre à la 2e reprise
- Bat Manfred Trauten (RDA) par arrêt de l'arbitre à la 2e reprise
- Bat Jerzy Rybicki (Pologne) par arrêt de l'arbitre à la 3e reprise
- Perd contre José Gómez (Cuba) aux points 1-4